# Chebba (delegación)
Chebba es una delegación de la gobernación de Mahdía en Túnez. En abril de 2014 tenía una población censada de 24 515 habitantes.
Se encuentra ubicada en el centro-este del país, al sur de la capital, la ciudad de Túnez y al oeste del mar Mediterráneo.